# Lhéry
Lhéry település Franciaországban, Marne megyében. Lakosainak száma 89 fő (2022. január 1.). Lhéry Aougny, Faverolles-et-Coëmy, Lagery, Poilly, Romigny, Serzy-et-Prin, Tramery és Ville-en-Tardenois községekkel határos.

## Népesség
A település népességének változása:
| Lakosok száma | 83   | 60   | 78   | 79   | 77   | 82   | 83   | 81   | 84   | 89   |
|               | 1968 | 1982 | 1990 | 2006 | 2013 | 2015 | 2017 | 2019 | 2020 | 2022 |